# Lawren Harris
Lawren Stewart Harris (Brantford, Ontario, 23 de octubre de 1885 - Vancouver, Columbia Británica, 29 de enero de 1970) fue un pintor canadiense que jugó un papel fundamental en la creación del Grupo de los Siete, al que pertenecía, un grupo de siete jóvenes pintores canadienses que, influidos por el Impresionismo europeo de finales del siglo XIX, revolucionarían la pintura del país norteamericano en algunos años. A ese grupo pertenecían, además: Franklin Carmichael, A. Y. Jackson, Frank Johnston, Arthur Lismer, J. E. H. MacDonald y Frederick Varley. 
En 1969 se le otorgó el grado de "Companion" (el más alto) de la Orden de Canadá.